# Wybrzeże Cairda

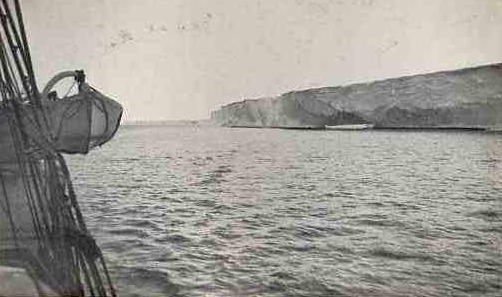
Zdjęcie lodowych klifów na wybrzeżu, widzianych podczas ekspedycji transantarktycznej w 1919 roku

Wybrzeże Cairda (ang. Caird Coast) – część wybrzeża Ziemi Coatsów na Antarktydzie Wschodniej.
Leży pomiędzy Wybrzeżem Leopolda, od którego odgranicza je punkt w okolicy lodowca Hayes Glacier (27°45′W), a Wybrzeżem Księżniczki Marty na Ziemi Królowej Maud, od którego dzieli je koniec jęzora lodowca Stancomb-Wills Glacier (20°00′W). Od północnego zachodu przylega do niego Morze Weddella. Wybrzeże nazwał Ernest Shackleton, który w styczniu 1915 żeglował wzdłuż tego wybrzeża; nazwa upamiętnia sir Jamesa Cairda, sponsora wyprawy. U wybrzeża leży lodowiec szelfowy, na którym znajduje się brytyjska stacja polarna Halley VI.